# Strangford
Strangford är en ort i Storbritannien.   Den ligger i distriktet Ards and North Down och riksdelen Nordirland, i den västra delen av landet, 500 km nordväst om huvudstaden London. Strangford ligger 13 meter över havet och antalet invånare är 474.
Terrängen runt Strangford är platt. Havet är nära Strangford österut. Runt Strangford är det ganska glesbefolkat, med 32 invånare per kvadratkilometer. Närmaste större samhälle är Downpatrick, 11,2 km väster om Strangford. Trakten runt Strangford består i huvudsak av gräsmarker.